# Portunus (Xiphonectes) spinipes
Portunus (Xiphonectes) spinipes is een krabbensoort uit de familie van de Portunidae. De wetenschappelijke naam van de soort is voor het eerst geldig gepubliceerd in 1886 door Miers.